# Freiberg Kärpf

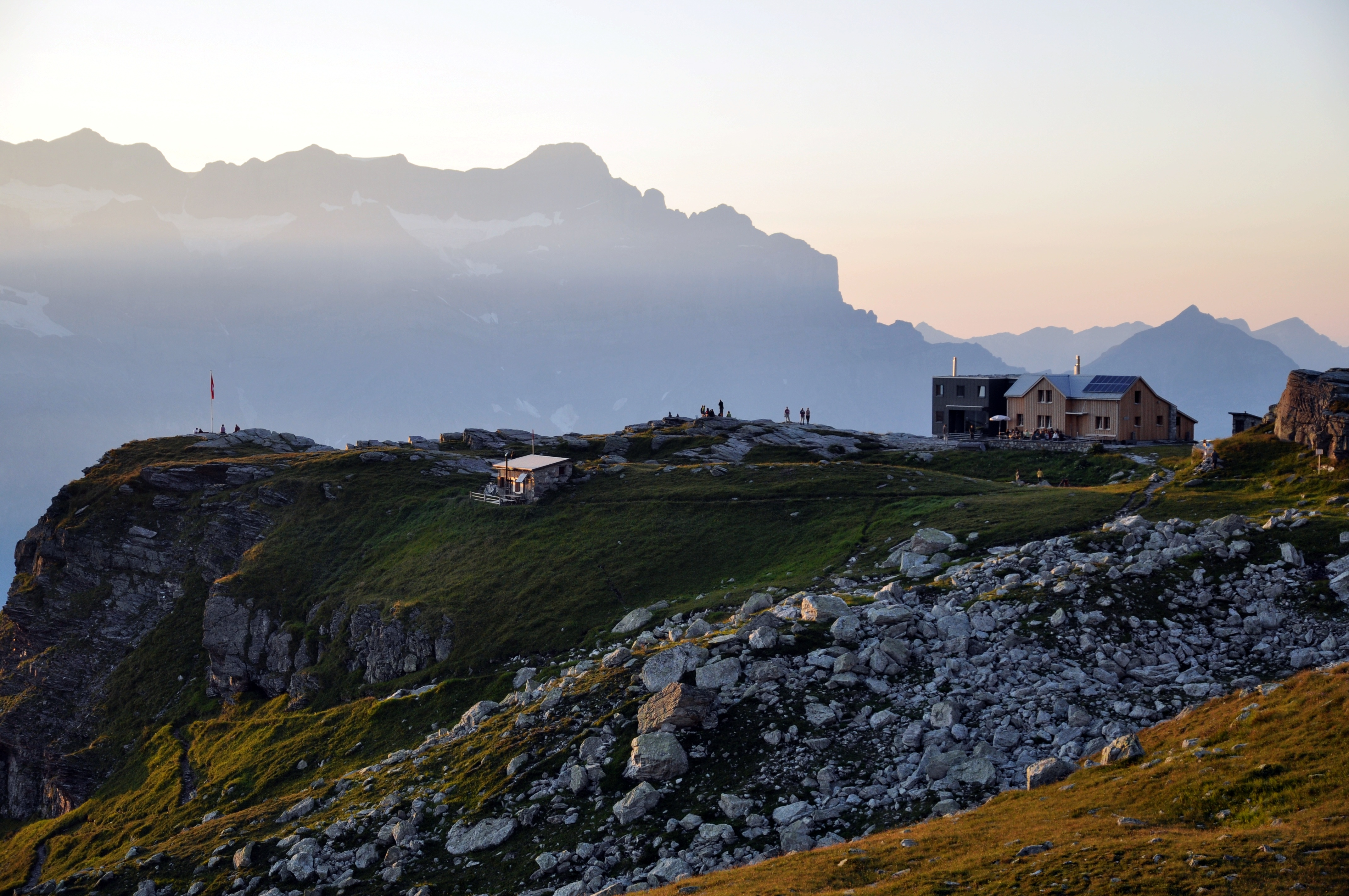
Die Leglerhütte von Süden; im Hintergrund der Glärnisch

Freiberg Kärpf ist ein Jagdbanngebiet in der Gemeinde Glarus Süd, Kanton  Glarus in der Schweiz. Es ist das älteste erhaltene Jagdbanngebiet (Wildschutzgebiet) in Europa und nach dem Kärpf benannt, einem 2794 m ü. M. hohen Berg im Gebiet. Es wurde 1548 ausgerufen, und der Jagdbann gilt bis heute.
Das Wildschutzgebiet wird von den Tälern Sernf und Linth begrenzt. Im Süden bildet das Massiv des Berges Kärpf die Grenze, welches das Gebiet dominiert. Im Wildschutzgebiet liegen die Mettmenalp und die Leglerhütte. Das Wildschutzgebiet umfasst eine Fläche von 106 km2. Im Wildschutzgebiet sind Steinböcke, Gämsen, Hirsche, Rehe, Murmeltiere, Wölfe, Steinadler und Bartgeier heimisch und können bei Wanderungen beobachtet werden. Das Wildschutzgebiet kann von Schwanden aus über die Bergstrasse ins Niedertal erreicht werden. Vom Weiler Kies aus führt eine Luftseilbahn direkt auf 1600 m ü. M. zum Garichtisee, der von den Einheimischen  auch Mettmensee genannt wird. Der Stausee wurde zwischen 1929 und 1931 errichtet. Das Sernf-Niederntal-Kraftwerk in Schwanden verarbeitet das gestaute Wasser zu Elektrizität.